# 元體中
元體中（？—1646年（隆武二年四月）），字孩若，福建邵武府邵武縣人，明朝、南明軍事人物。

## 生平
元體中是一名諸生，個性豪邁不羈，家中有一條百斤重的九節鐵鎖鞭，他能將它如樹幹般揮動。四方力士的之他的勇猛，都爭相來比賽，稱呼他為「元三相公」。崇禎年間，元體中因為將領才幹獲薦任代理後營守備，在海上練兵，擊敗數十隻海盜船，到崇禎十三年（1640年）被分配到杉關。其時邵武七臺的山谷中有很多山賊四出為患，當中光澤的李東球最為狡猾；元體中設下策略，分批平定。崇禎十六年（1643年），張獻忠入袁州、吉安，江西、福建都感到震動，他據守扼險地方，花光家產建築數十座櫑石木柵，部署十分整齊。張肯堂推薦他，累功陞至總兵。隆武帝繼位，元體中更加感恩圖報，與副總兵楊武烈、黎琯平定新城，以周之禎守住楊花關。楊武烈斬殺南城知縣徐大仁，適逢傅冠來到督師，調走元體中的精兵，他新招募的三千人並不夠用。蔡鼎與傅冠不和，就吩咐元體中暗中襲擊建昌，以建立奇功。他知到這樣很危險，不想出行，蔡鼎催促他，一天下達三道符，但計劃洩漏，遇上埋伏，和李茂德等八人在黃土隘戰死。人們都為他感到可惜。

## 引用
1. 1 2  《思文大紀·卷五》：（隆武二年四月）上曰：「黃土隘之失，元體中不受紀律，輕戰殞身。……」
2. 1 2  錢海岳《南明史·卷四十九·列傳第二十五》：元體中，字孩若，邵武人。諸生。豪邁不羈，家有九節鐵鎖鞭，重百觔，體中操之如木梃。四方力士聞其勇，爭來角技，稱為元三相公。崇禎中，以將才薦，假後營守備，練兵海上，擊破海寇舟數十。十三年，分汛杉關。時邵武七臺諸山谷中，羣盜四出為患，光澤李東球尤黠，體中設方畧，以次討平之。十六年，張獻忠入袁、吉，江、閩震動，體中據要扼險，罄家築櫑石木柵數十所，部署井然。張肯堂薦之，累功陞總兵。
3. ↑  錢海岳《南明史·卷四十九·列傳第二十五》：紹宗立，委以恢復之任，體中益感激圖報，與副總兵楊武烈、黎琯定新城，以周之禎守楊花關。武烈斬南城知縣徐大仁。會傅冠督師至，盡調其所部精兵，而體中新募三千人未足用。蔡鼎與冠隙，使體中間襲建昌，立奇功。體中知其危，不欲行，鼎趣之，一日符三下，計洩遇伏，偕李茂德等八人力戰黃土隘死。體中起書生，總戎政，忠勇有大畧，屢平巨寇，地方倚以為重，卒為鼎所誤，聞者惜之。